# Côte de Cornouaille
La côte de Cornouaille représente le littoral du Finistère Sud, de la pointe du Raz  jusqu'au pays de Quimperlé.
Elle se compose principalement des communes de : Plogoff, Primelin, Audierne, Plouhinec, Plozevet, Pouldreuzic, Plovan, Tréguennec, Penmarch, Le Guilvinec, Loctudy, Pont-l'Abbé,Île-Tudy, Combrit-Bénodet, Fouesnant, La Forêt-Fouesnant, Concarneau, Trégunc, Pont-Aven,Moëlan sur mer, Clohars-Carnoët...

## Principaux lieux remarquables
- En baie d'Audierne qui s'étire en arc de cercle de Plogoff à Kérity (Penmarck).
  - La pointe du Raz et l'Île de Sein, frontière avec la mer d'Iroise
  - La plage de Trescadec (Audierne)
  - Le site préhistorique de Menez Dregan (Plouhinec)
  - Le menhir des Droits-de-l'Homme (Plozévet)
  - Les calvaire et chapelle de Tronoën (Saint-Jean-Trolimon)
  - La pointe de la Torche et le Tumulus de Beg an Dorchenn
  - Le phare d'Eckmühl (Penmarck).
- De Penmarck à Clohars-Carnoët :
  - Haliotika-Cité de la pêche, au Guilvinec [3]
  - L'arrière-port de Guilvinec-Léchiagat
  - Les rochers du Goudoul à Plobannalec-Lesconil [4]
  - Le musée de la conserverie Le Gall (Loctudy) [5]
  - L'archipel des Glénan
  - La mer Blanche, lagune entre Bénodet et Fouesnant
  - La pointe de Trévignon
  - Le Port Manec'h, à l'embouchure de l'Aven et du Bélon

## SitesNatura 2000
Dans le Pays Bigouden sud, il y a trois zones de protection naturelle :
- Roches de Penmarc'h [6],[7]
- Baie d'Audierne (Site Ramsar et Conservatoire du Littoral) [8]
- Rivières de Pont-l'Abbé et de l'Odet [9]

## Galerie

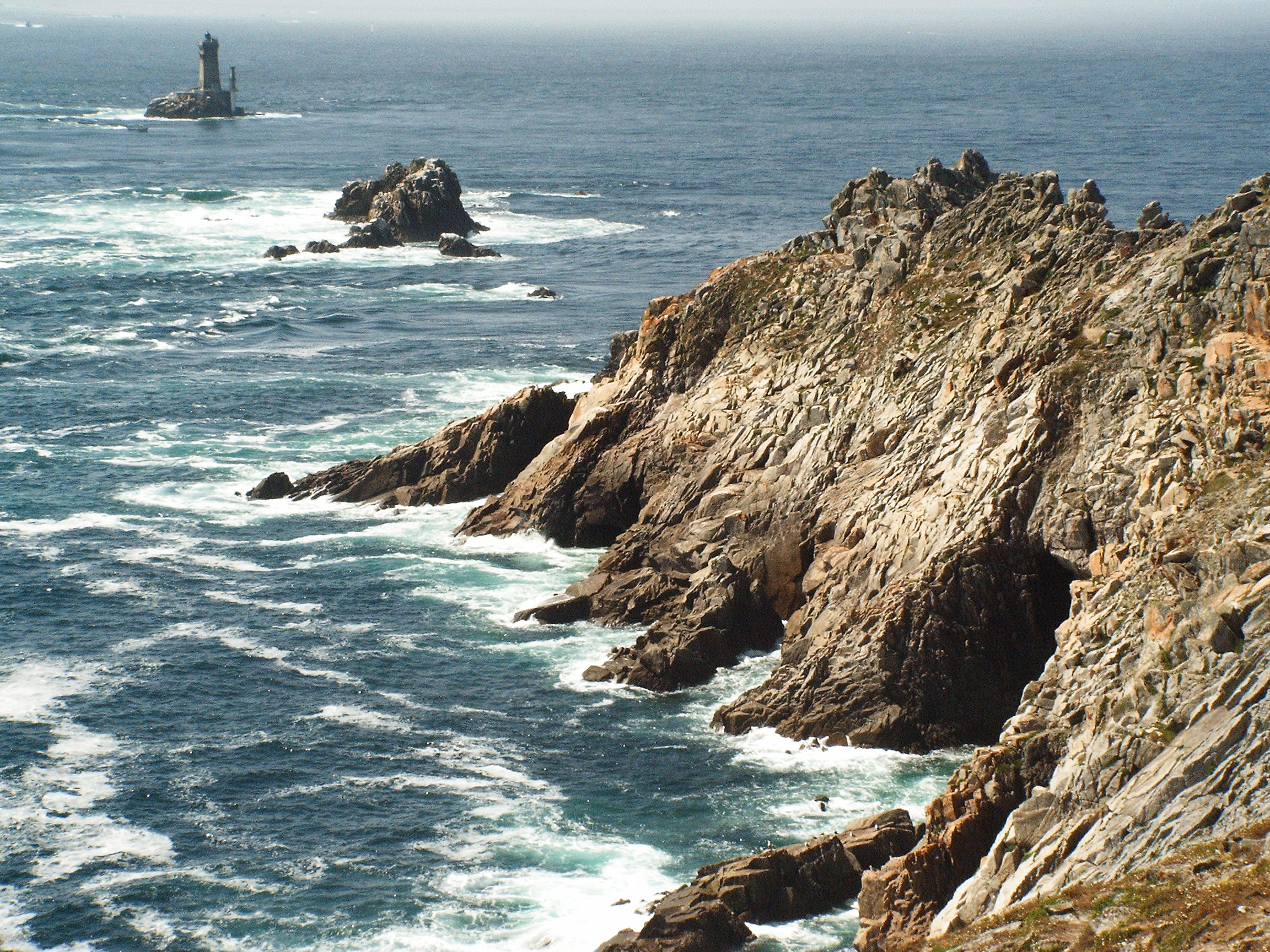
La pointe du Raz
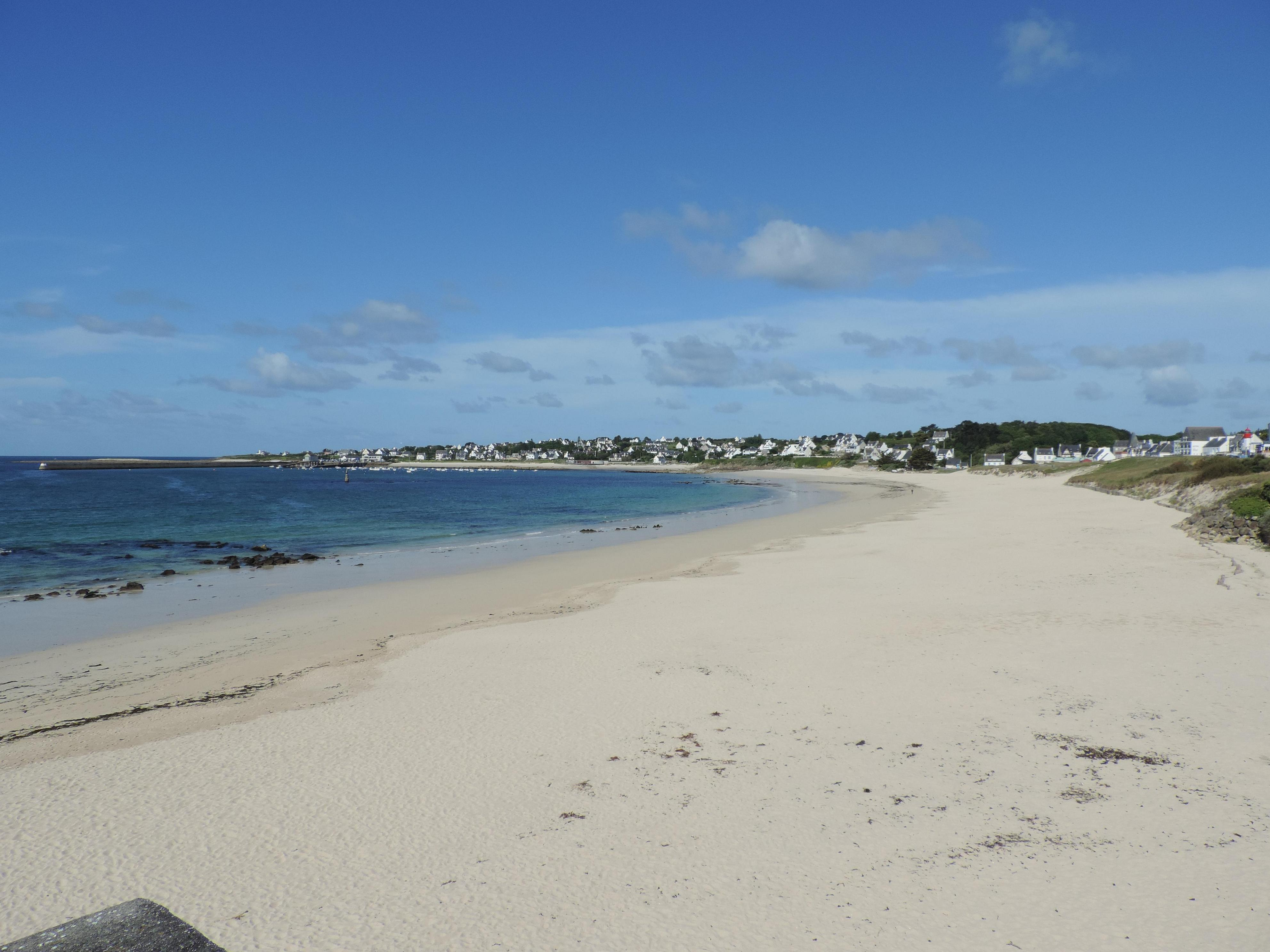
La plage de Trescadec
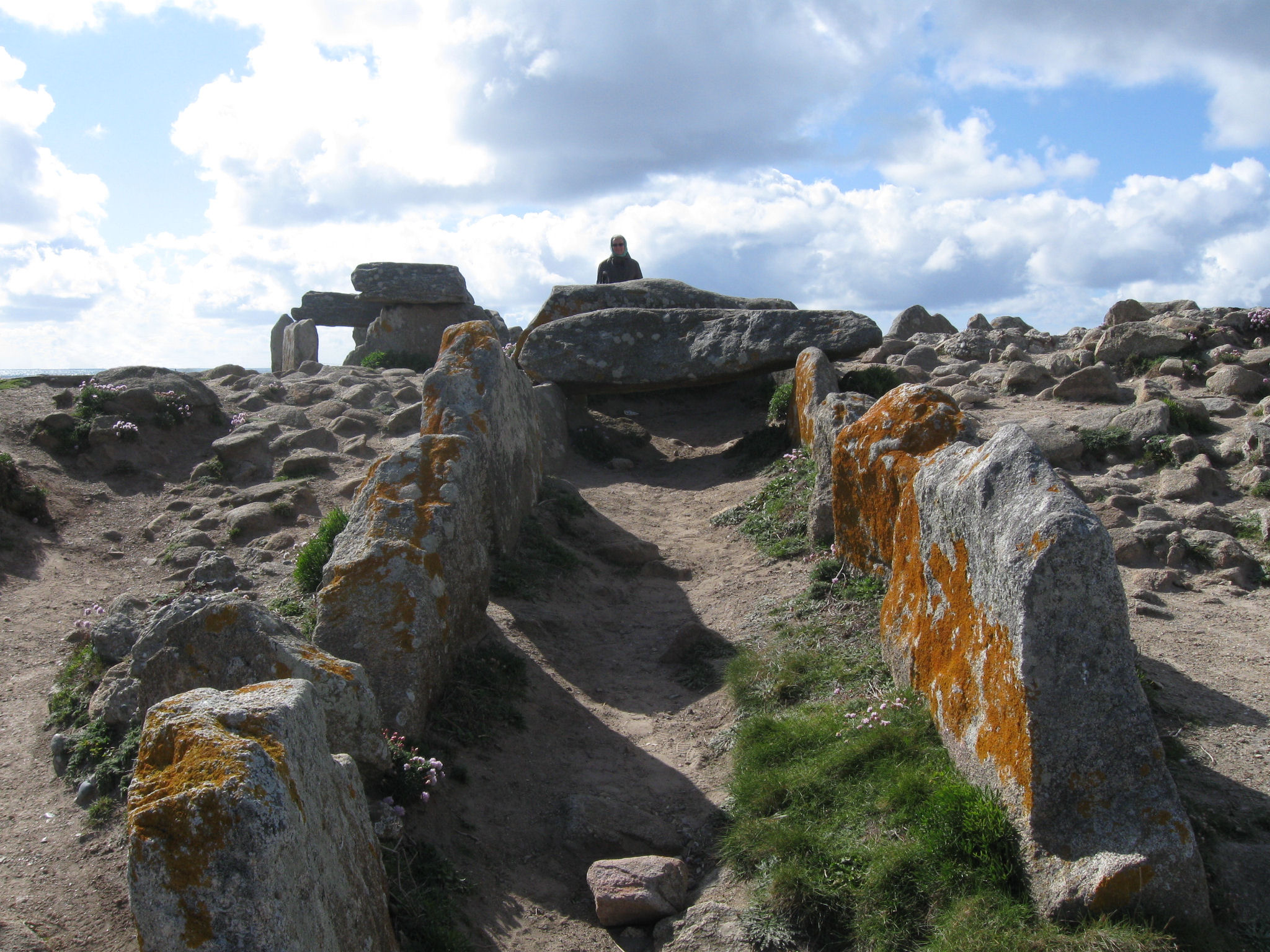
Allée couverte de la pointe de la Torche
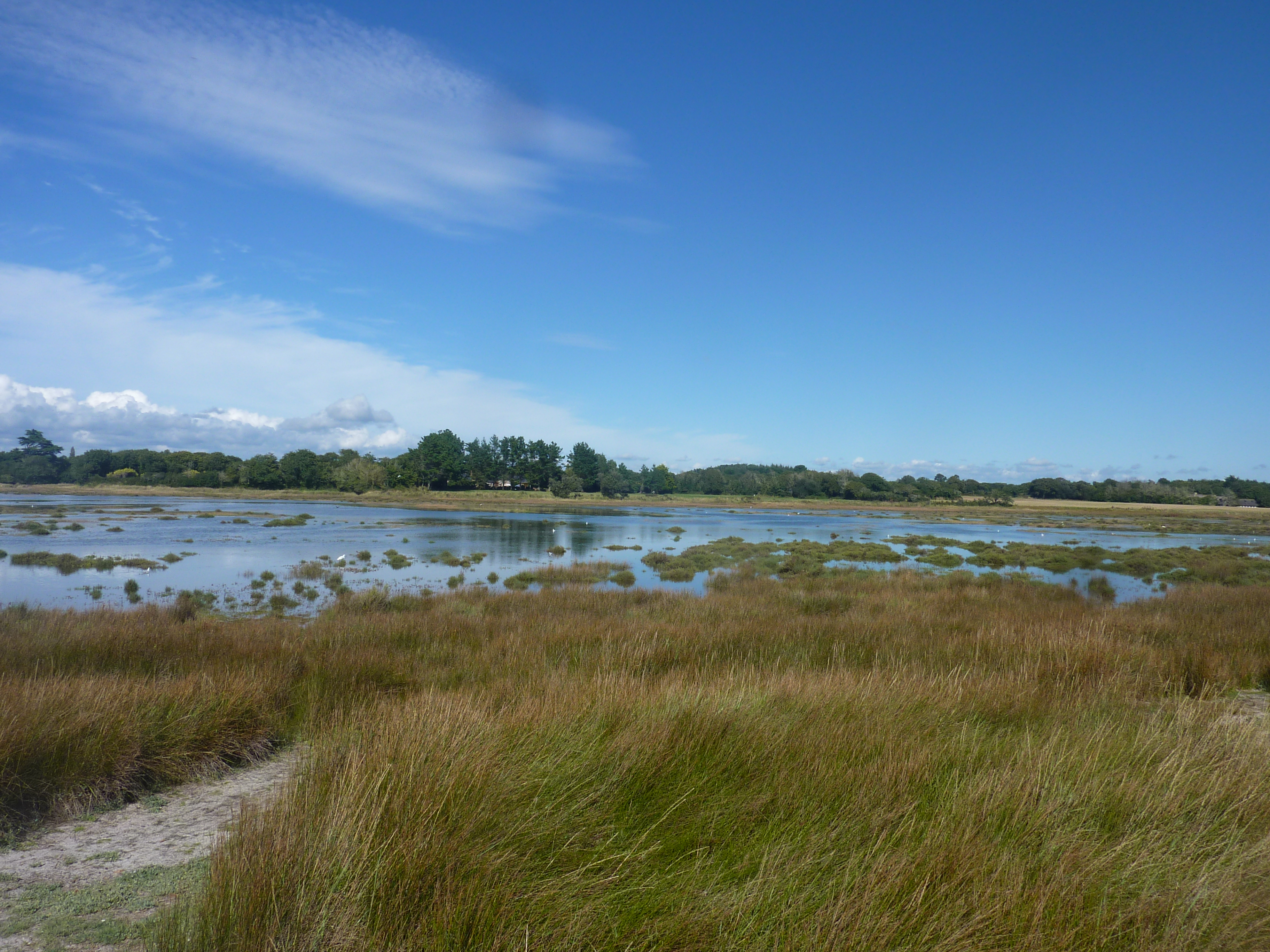
La Mer Blanche
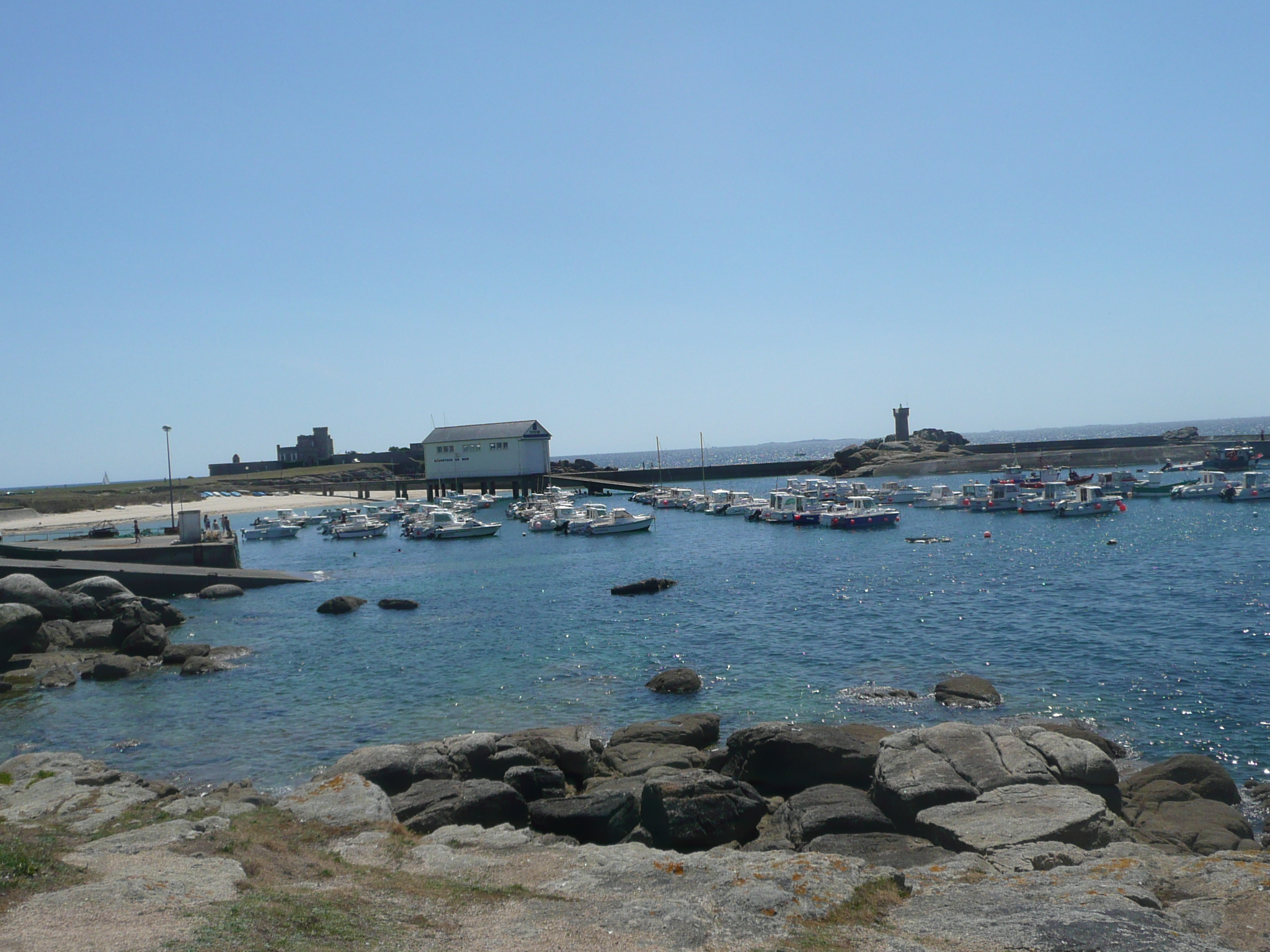
Le port de la pointe de Trévignon
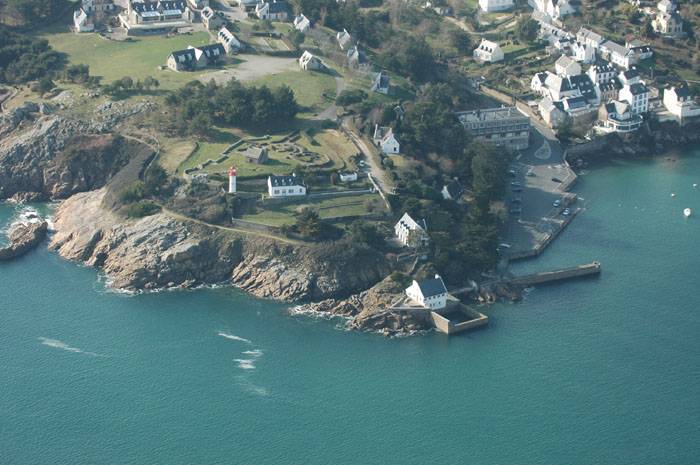
Port Manech